# Een fijne dag
Een fijne dag is een lied van Drs. P uit 1973. Het  beschrijft in chronologische volgorde het zonder echt grote problemen verlopen personeelsuitje van de afdeling "Calculatie".
De begeleiding van het lied bestaat uit lichtvoetig pianospel. Als echter het enige incident van die dag optreedt (de oude juffrouw Van der Bult wordt wagenziek),  wordt de muziek onheilspellend. Nadat het probleem is opgelost:
En zonder acht te slaan op het gekokhals en gekerm 

Legt men de oude juffrouw Van der Bult voorzichtig in de berm
wordt het vrolijke pianospel hervat.
Terugkomend element in het lied is dat het gezelschap bij elke bezochte locatie wordt gefotografeerd, bijvoorbeeld:
Natuurlijk worden wij hier fotografisch vastgelegd 

Hij doet het reuze handig, dat mag ook weleens gezegd